# USS Tarawa (LHA-1)
USS Tarawa (LHA-1) – amerykański okręt desantowy typu Tarawa, zwodowany 1 grudnia 1973 roku w stoczni Ingalls Shipbuilding w Pascagoula w stanie Missisipi. Do służby w amerykańskiej marynarce wojennej wszedł 29 maja 1976 roku. Okręt przeznaczony był do wsparcia operacji desantowych prowadzonych przez amerykański Korpus Piechoty Morskiej. Został zatopiony w 2024r.
Okręt o wyporności 39 300 ton, zdolny był do transportu na brzeg 1800 żołnierzy oraz udzielania im wsparcia powietrznego za pomocą 35 śmigłowców i 8 samolotów AV-8B Harrier II.
Statek został zatopiony 19 lipca 2024 u wybrzeży Hawajów.